# Bourzey

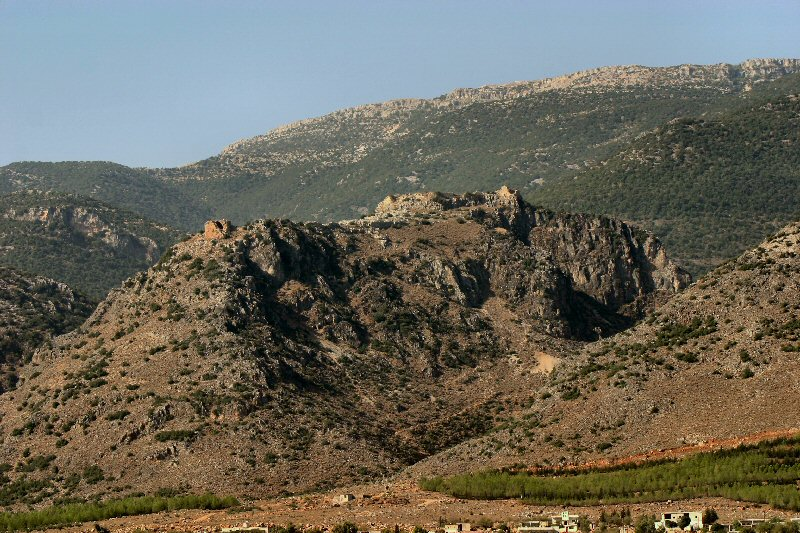
Burgberg von Osten

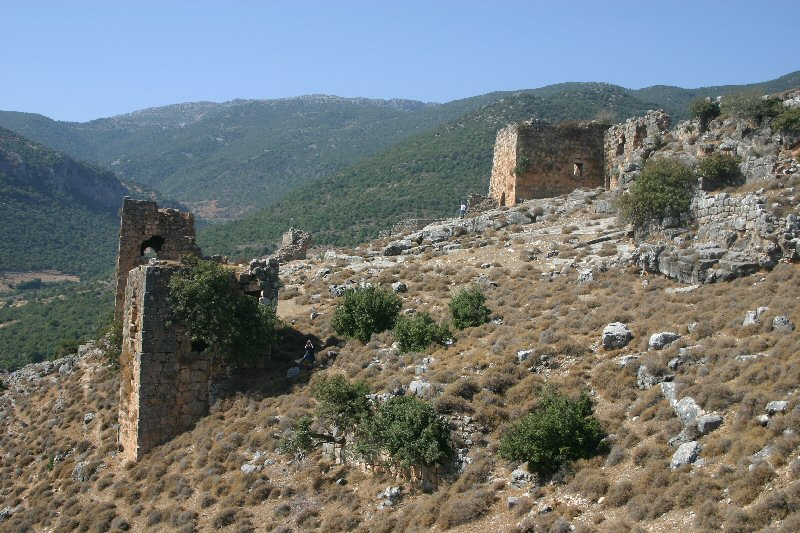
Vorburg

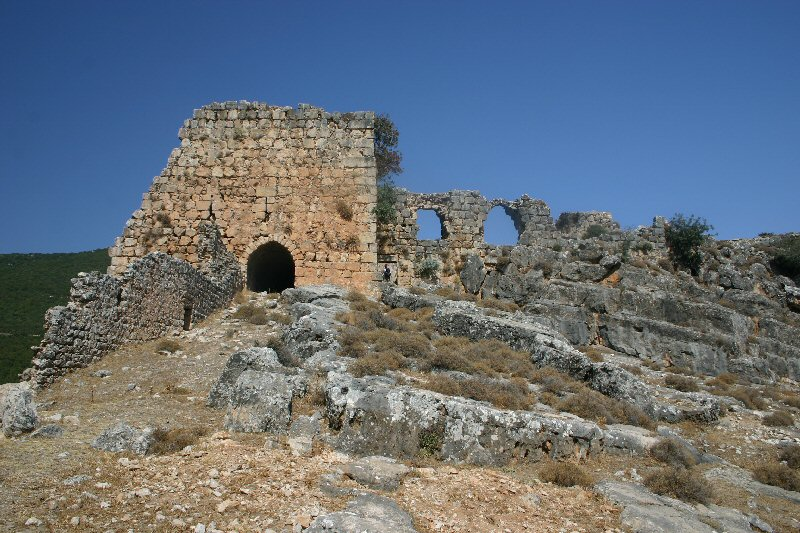
Tor zur Kernburg

Bourzey (arabisch قلعة برزويا, DMG Qalʿat Barzūyā, auch قلعة مرزة / Qalʿat Marza oder قلعة ميرزا / Qalʿat Mīrzā; französisch auch Rochefort; latein.: Lysias) ist eine Kreuzfahrerburg in Syrien im Gouvernement Latakia. Die Burgruine wurde im Wesentlichen durch die Kreuzfahrer erbaut. Sie war der letzte vorgeschobene Verteidigungsposten der Kreuzfahrer im Osten am Rand des Ghab-Tales am Orontes.

## Lage
Bourzey liegt etwa 25 Kilometer südlich von Dschisr asch-Schugur in der Ebene des Ghab auf einem Vorberg am Osthang des Dschebel Aansariye, der hier von seiner höchsten Erhebung (nahe Slinfah) 1000 Meter steil abfällt.
Am Fuße des Burgberges stehend erschließt sich dem Besucher nicht sofort, wie die Burg zugänglich ist. Der Aufstieg ist über einen Eselspfad an der nördlichen Seite des Bergs möglich. Es sind 320 Höhenmeter zu überwinden. Vom Hochplateau mit dem verlassenen Dorf hält man sich bei den letzten 50 Höhenmetern südlich.
Im August 2010 wurde eine Straße gebaut, die bis zu dem mittelalterlichen Dorf hinauf führt. Von dort muss man ca. 50 Höhenmeter überwinden, um in die Ruine zu gelangen. Die Burg ist frei zugänglich.

## Geschichte
Der Burgberg spielte schon ab der seleukidischer Zeit unter dem antiken Namen Lysias eine Rolle zur Sicherung der Verbindung zwischen den Städten Laodicea (Latakia) und Apamea. Der römische Feldherr Pompeius vertrieb um 65 v. Chr. jüdische Freischärler aus der Befestigung.
Später erbauten die Byzantiner ein Kastell auf dem Berg. 948/949 nahm der Befehlshaber Abu al-Hagar im Auftrag des Emirs von Aleppo, Saif ad-Dawla die Burg ein. 975 eroberte der byzantinische Kaiser Johannes I. Tzimiskes die Burg von den Hamdaniden aus Aleppo. Nach der Schlacht von Mantzikert 1071 gewannen die Muslime erneut die Oberhand in Nordsyrien. Al-Dawla Aqsunqur, seldschukischer Gouverneur von Aleppo konnte die Burg im Mai 1090 in seinen Besitz bringen. Ungefähr 1103 nahmen Kreuzfahrer aus dem Fürstentum Antiochia die Befestigung ein. Anhand von Vergleichen in Bautechnik und -stil lässt sich feststellen, dass die heute noch vorhandenen Anlagen in der ersten Phase des Burgenbaus (1100–1140) durch die Kreuzfahrer erbaut wurden.
Am 23. August 1188 nahm Saladin die Burg bei seinem Feldzug nach der Schlacht bei Hattin ein. Seit dem 20. August 1188 hatte er die Burg belagert. Sie hatte den Ruf unbezwingbar zu sein, weil es unmöglich war, Belagerungsgeräte in die Nähe ihrer Mauern zu bringen. Es gelang Saladin tatsächlich nicht, die Maschinen in wirksame Entfernung zu bringen. Daraufhin ließ er seine Truppen in drei Einheiten aufteilen, die in aufeinander folgenden Wellen immer wieder gegen die Westmauer anrannten. So erschöpfte er die schwachen Kräfte der Verteidiger. Schließlich kapitulierte die Garnison unter dem Druck der militärischen Stärke Saladins. Demoralisiert wurde die Burgbesatzung angeblich auch dadurch, dass die Schwägerin des Burgkommandanten die Geheimnisse der Franken fortlaufend an Saladin verriet.
Dauerhaft konnte Saladin die Burg nicht unter seiner Kontrolle behalten. Bald war die Burg wieder von den Kreuzfahrern besetzt und spielte eine wichtige Rolle im Verteidigungssystem des Fürstentums Antiochia.